# چرند و پرند
چرند و پرند مجموعه نوشته‌های طنز اجتماعی و سیاسی علی‌اکبر دهخدا است که در قالب داستان‌کوتاه، اعلامیه، تلگراف، گزارش خبری و… نوشته شده‌است. این نوشته‌ها از ۱۷ ربیع‌الثانی ۱۳۲۵ ه‍.ق تا ۲۰ جمادی‌الاول ۱۳۲۶ (۳۰ مه ۱۹۰۷ تا ۲۰ ژوئن ۱۹۰۸) یعنی در فاصله زمانی بین پیروزی انقلاب مشروطیت و شروع استبداد صغیر در در ۳۲ شماره هفته‌نامه صوراسرافیل به مدیریت جهانگیرخان شیرازی، و بعدتر در سه شماره صوراسرافیل که پس از شروع استبداد صغیر توسط دهخدا در سوییس چاپ شد، منتشر می‌شد.
نوشته‌های دهخدا در صوراسرافیل با نام‌های طنز دخو، خرمگس، سگ حسن دله، غلام گدا، آزادخان، آزادخان کرد کرندی، علی‌الهی، کمینه اسیرالجوار، دخو علیشاه، خادم الفقرا، دخو علی، رئیس انجمن لات و لوت‌ها، نخود همه آش، برهنه خوشحال، دمدمی، اویارقلی، و جناب ملااینک‌علی امضا شده‌است و این شخصیت‌ها در روایت‌ها حضور دارند.
پیش از انقلاب مشروطه طنز و فکاهی در نظم و نثر فارسی بیشتر برای تسویه حساب‌ها یا ابراز ناخرسندی‌های شخصی استفاده می‌شد و رسته ادبی مسقلی محسوب نمی‌شد. با به وجود آمدن آزادی نسبی بیان پس از مشروطه و به همت نویسندگانی چون اشرف گیلانی و دهخدا طنز به رسانه‌ای ادبی و ابزار مؤثر سیاسی تبدیل شد. شوخ‌طبعی ذاتی و استعداد دهخدا در بیرون کشیدن تناقضات و خصوصیات مضحک جامعه و توانایی او در پرداختن به این نکات نوشته‌های او را ممتاز ساخته‌است.
علاقه دهخدا به مسایل روز جامعه و شناخت عمیق او از ذهنیت و طرز فکر ایرانی و احساس همدردی و همراهی او با جامعه ایرانی باعث می‌شد تا او بیرحمانه به تمامی سوِژه‌های متعدد سیاسی و اجتماعی‌ای که باعث عقب ماندگی ایران می‌دانست حمله کند؛ فساد و ناکارآمدی در دولت و مجلس، دولتمردان نالایق، رابطه دولت و ملت، نفوذ خارجی، ستم و بی‌عدالتی مرسوم، تحدید آزادی بیان، جهل و آمادگی مردم برای فریب خوردن، دورویی، روزنامه نگاران فاسد، وضع اسفناک راه‌ها، شکاف بین فقیر و غنی، خرافات، عدم وجود آموزش برای زنان، عدم وجود امکانات آموزشی کافی برای کودکان و… همه موضوع نقدهای بیرحمانه او بود.
دهخدا با برگزیدن زبان محاوره در نوشته‌هایش از سبک نگارش پیچیده و رایج زمان خود اجتناب کرد و با به کار بردن اصطلاحات روزمره مردمی زبان نوشتاری قدرتمندی پایه‌گذاری کرد، او از پیش قراولان نثر نوین فارسی محسوب می‌شود. اگرچه نثر او برپایه استفاده از اصطلاحات و لغات روزمره کوچه و بازار شکل گرفته‌است، اما نثری فصیح و به دور از هرگونه بددهانی است. جملات او کوتاه، ساده، از نظر دستوری صحیح و بسیار موفق در انتقال پیام نویسنده هستند. گفته می‌شود احتمالاً سبک دهخدا در صوراسرافیل تحت تأثیر نشریه فکاهی ملانصرالدین قفقاز و نویسنده ایرانی‌الاصل آن جلیل محمدقلی‌زاده بوده‌است.